# Rudolf I. Bádenský
Rudolf I. Bádenský (1230 – 19. listopadu 1288) byl v letech 1250 až 1267 regentem markrabství za Fridricha I., pak se v roce 1268 stal sám bádenským markrabětem, kterým byl až do své smrti v roce 1288.
Jeho rodiči byli Heřman V. a Irmengarda, dcera Jindřicha V. Welfského. Rudolf zdědil Bádensko společně se svým bratrem Heřmanem, dokud se Heřman nepřiženil do rakouského knížecího rodu. Pak se Rudolf stal jediným bádenským vládcem.
Rudolf se v roce 1257 oženil s Kunhutou z Ebersteinu. Ebersteinova rodina odkázala polovinu svého hradu markraběti. V roce 1283 prodal Ota II. Eberstein Rudolfovi druhou polovinu Starého Ebersteinského hradu. Ve 14. století byl hrad sídlem bádenských markrabat. V roce 1250 Rudolf zahájil stavbu hradu Hohenbaden.
23. srpna 1258 mu římský král Richard Cornwallský pronajal město Steinbach. Rudolf krále požádal, aby to udělal. Páni z Weissensteinu od markraběte koupili hrad Liebeneck a vesnici Wurm. Rudolf se hádal s hrabaty z Württemberska a biskupy ze Štrasburgu nad mýtným na Rýně. Hádka s Württemberky skončila o několik let později, když se jeho syn přiženil do Württemberské dynastie.
Rudolf postavil mnoho kostelů a opatství. Vzhledem k jeho lásce k umění a minnesängrům, byl Rudolf Beppem z Baselu veleben jako zbožný a dobrotivý člověk. Je pohřben v Lichtenthalském opatství.

## Manželství
20. května 1257 se oženil s Kunhutou z Ebersteinu (1230 – 12. duben 1284), dcerou hraběte Oty z Ebersteinu. Měli spolu osm dětí:
- Heřman VII. Bádenský
- Rudolf II. Bádenský
- Hesso Bádenský
- Rudolf III. Bádenský
- Kunhuta
- Adéla
- Kunhuta
- Irmengarda